# Petter Martinsen
Petter Marentius Martinsen, född 14 maj 1887, död 27 december 1972, var en norsk gymnast.
Martinsen tävlade för Norge vid olympiska sommarspelen 1912 i Stockholm, där han var med och tog guld i lagtävlingen i fritt system. 